# NME
New Musical Express, popularmente conocido como NME, es un semanario musical del Reino Unido que ha estado publicándose desde marzo de 1952. Se hizo particularmente popular durante la era punk. Sin embargo, al mismo tiempo, la revista ha sido criticada desde algunos sectores por su inclinación hacia formaciones indie. Aun así, se mantiene como uno de los puntales de referencia de la música popular británica.

## Historia

### 1950
La primera edición del semanario fue publicada el 7 de marzo de 1952, después de que la Music and Accordion Weekley fuera comprada por el promotor musical de Londres, Maurice Kinn, y relanzada como el New Musical Express (comúnmente acortado a NME). Fue inicialmente impreso en un no-brillante papel para periódico de formato estándar. El 14 de noviembre del mismo año, tomando como táctica la Billboard Magazine de los Estados Unidos, creó la primera cartelera de sencillos del Reino Unido. La primera de éstas, en contraste con las más recientes, era un top 12 investigado por el semanario en sí a partir de ventas en tiendas de discos regionales alrededor del Reino Unido. El primer número uno fue "Here in my Heart" de Al Martino.

### 1960
Durante los años 1960, hizo competir a los nuevos grupos británicos que emergían en ese momento; The Beatles y The Rolling Stones eran los grupos emergentes más notables de esa era, y constantemente, eran portada del semanario.
El final de la década de los años 1960 vio en el papel el nacimiento de lo psicodélico y el dominio continuo de los grupos británicos en ese entonces. Fue a finales de los 60, que la música pop empezó a ser llamada rock, y a los grupos se les empezó a llamar bandas. Durante este periodo (y por muchos años después) el semanario entró en una tensa rivalidad con otros semanarios de música contemporáneos como Melody Maker, Disc, Record Mirror y Sounds.
Las ventas de NME fueron considerables, llegando a vender 200 000 ejemplares a la semana. Sin embargo, las cosas estaban destinadas a cambiar.

### 1970
Durante los primeros años 1970, el NME había perdido terreno en relación con Melody Maker, y su cobertura musical había fallado al querer mantener el paso con el desarrollo de la música rock, siguiendo el advenimiento del rock progresivo y la psicodelia, ambos muy populares en ese tiempo. En 1972, con el semanario a punto del cierre por su dueño IPC (quien había comprado el semanario a Kinn en 1963), Alan Smith fue nombrado editor y la cobertura del semanario cambió rápidamente de un punto acrítico y respetuoso del mundo del espectáculo a algo más ingenioso, cínico y gracioso que cualquier otro semanario hubiera tenido (con una influencia cercana a escritores como Tom Wolfe y Lester Bangs). Para lograr esto, Smith incursionó en la prensa underground en busca de sus mejores escritores como Charles Shaar Murray y Nick Kent, y también reclutó a otros escritores como Tony Tyler e Ian MacDonald. Como resultado de su incorporación de reporteros "independientes" de la parte de afuera de la escena musical, en el argot de los músicos fue rápidamente conocido "The Enemy" (El Enemigo) por su críticas acerbadas, sin embargo, apetecieron a una joven generación de jugadores.
Para cuando Smith entregó la silla de editor a Nick Logan (quien después lanzaría Smash Hits y The Face) a mediados de 1973, el semanario estaba vendiendo cerca de 300 000 ejemplares a la semana y estaba destrozando a sus otros rivales. Pero la NME volvió a ser vista como desactualizada y para 1976 algo nuevo cambiaría drásticamente a la industria de la música e, inevitablemente, a NME.
1976 vio al punk llegar hasta una estancada escena musical y NME, como las otras publicaciones "especializadas", fue lento en el reportaje de este nuevo fenómeno. La NME sería burlada por los Sex Pistols en las letras de su canción "Anarchy In The UK", cantado a sus rivales más por la facilidad de la canción que por alguna otra razón.
Para ayudarse en las ventas, NME puso un famoso anuncio "pistoleros jóvenes" para que se unieran a su equipo editorial. Esto resultó en la contratación de Tony Parsons y Julie Burchill. Este par rápidamente sacudió al semanario y se convirtieron en campeones de la escena punk y le dieron un nuevo tono al semanario. Bandas que sólo unos meses antes habían criticado al semanario ahora estaban más que impacientes de ser incluidas en el mismo. Logan había llevado al semanario a ser un actor esencial en la vibrante escena musical.
En 1978 Logan partió, y su sustituto Neil Spencer se convirtió en el editor. Una de sus primeras actividades fue la de supervisar el rediseño del semanario por Barney Bubbles, que incluía él, hasta ahora todavía usado, logo del semanario (aunque en una forma más moderna) - este hizo su primera aparición hacia el final de 1978. El tiempo de Spencer como editor también coincidió con el surgimiento del post-punk en bandas como Joy Division y Gang of Four. Este desarrollo fue reflejado en los artículos de Ian Penman y Paul Morley, y la intensa prosa postmodernista de estos confundía así como informaba y educaba a los lectores. Danny Baker, quien empezó como escritor en NME cerca de este tiempo, tenía un estilo más derecho y populista.
El semanario también se volvió un poco más abiertamente político durante la era punk. A menudo su portada cubría problemas orientados a la juventud en vez de actos musicales. El semanario también formó parte en la guerra contra los partidos políticos racistas como el National Front. La elección de Margaret Thatcher en 1979 llevaría al semanario a tomar una posición mucho más socialista en la década siguiente.

### 1980
La dirección que llevaba NME empezó a evolucionar y ramificarse a principios de la década. La música pop a principios de los ochenta estaba diversificándose, y la línea de crítica comenzó a tomar un matiz más ideológico.

### 2000+
Durante esta época, continúan las críticas a la revista, centradas en la clasificación de los subgéneros indie rock y rock alternativo, y el tratamiento del mundo indie. Ejemplo de ello son bandas referenciadas en la revista como Panic! at the Disco, The Used y Jimmy Eat World. También ha mencionado mucho a la banda The Strokes.

#### 2008
- 6 de mayo: lanzamiento exclusivo de un disco vinilo, con dos nuevos temas de Coldplay junto con la revista NME.
  - Violet Hill - que aparece en el cuarto álbum, Viva la Vida or Death and All His Friends.
  - A Spell A Rebel Yell - nuevo y exclusivo track, solo disponible con NME.